# Amastra rubens
Amastra rubens - gatunek ślimaka z rodziny Amastridae. Jest to endemit Hawajów (USA).